# Wati B
Wati B ist ein französisches Plattenlabel, das im Jahr 1999 von Dawala und der Rap-Band Intouchable gegründet wurde und zu Sony Music Entertainment gehört. Der Labelname „Wati B“ leitet sich von wati bɛɛ ab, einem bambaraischen Ausdruck, der „für immer“ bedeutet. Dawala leitet die Geschäfte des Labels. Aufgrund der Popularität der unter Vertrag genommenen Künstler im französischsprachigen Raum gründete Wati B seine eigene Modelinie. Die erste „Wati Boutique“ eröffnete am 1. Februar 2011 in Paris. Wati B verfügt über die Verwertungsrechte der Werke vieler französischer Musiker, darunter Sexion d’Assaut, L'Institut und Shin Sekaï.